# The Getaway (альбом Red Hot Chili Peppers)
The Getaway — одинадцятий студійний альбом американського рок-гурту Red Hot Chili Peppers, представлений 17 червня 2016 року на лейблі Warner Bros.. Це перший за останні 25 років альбом RHCP, над яким не працював продюсер Рік Рубін. Йому на заміну було запрошено Danger Mouse. 5 травня 2016 року гурт представив дебютний сингл альбому — «Dark Necessities».

## Історія створення
Робота над альбомом розпочалась в 2014 році, хоча скоро музиканти зробили паузу на вісім місяців — Флі зламав руку, катаючись на сноуборді. Ентоні Кідіс згадував: 
|  | Це був незвично важкий процес, ми написали 20-30 пісень - всі були готові приступити до роботи над записом в студії і вже обдумували деталі, і раптом... Флі пішов кататись на сноуборді та зламав руку і це було схоже на крок назад. В результаті нам довелось все переосмислити... до того ж, у нас не було продюсера... загалом, ми ніби загубились в просторі із всіма цими піснями. Однак все, що не відбувається, все на краще. Коли всі пристрасті вляглися, з'явився Danger Mouse і сказав: "Давайте запишемо альбом". Ми йому: "Відмінно, у нас вже готові всі пісні", а він такий "Ні-ні, давайте писати нові пісні в студії". Для нас написаний раніше матеріал був дуже дорогий, проте єдиний вірний спосіб, який ми бачили, було довіритись йому і відмовитись від наших старих ідей, нашого старого способу створювати речі. Ми подумали і вирішили: "якщо це спрацює, ми просто зобов'язані зануритись в омут з головою і подивитись, що із цього вийде. |

## Обкладинка
Обкладинка альбому — картина Кевіна Пітерсона. Зі слів Пітерсона:
|  | Гурт хотів використати мою картину "Coalition II" для обкладинку свого нового альбому. Я сказав їм, що це круто, лиш би мене потім автографами не замучили. |

Ентоні Кідіс в інтерв'ю шоу Kevin and Bean прокоментував обкладинку альбому: «Зазвичай ми вибираємо щось більш вигадливе, але ця обкладинка дарувала такі теплі і людські емоції… хоча на ній зображені тварини, вона відчувається дуже по-людськи. Ми зіставили їх із собою. Чад — ведмідь, Джош — дівчинка, Флі — єнот, а я — маленький ворон на передньому плані.»

## Список композицій
| #   | Назва                     | Тривалість |
| --- | ------------------------- | ---------- |
| 1.  | «The Getaway»             | 4:10       |
| 2.  | «Dark Necessities»        | 5:02       |
| 3.  | «We Turn Red»             | 3:20       |
| 4.  | «The Longest Wave»        | 3:31       |
| 5.  | «Goodbye Angels»          | 4:28       |
| 6.  | «Sick Love»               | 3:41       |
| 7.  | «Go Robot»                | 4:23       |
| 8.  | «Feasting on the Flowers» | 3:22       |
| 9.  | «Detroit»                 | 3:46       |
| 10. | «This Ticonderoga»        | 3:35       |
| 11. | «Encore»                  | 4:14       |
| 12. | «The Hunter»              | 4:00       |
| 13. | «Dreams of a Samurai»     | 6:09       |

## Учасники запису
Red Hot Chili Peppers
- Флі — бас-гітара та фортепіано
- Ентоні Кідіс — вокал
- Джош Клінггоффер — гітара та бек-вокал
- Чед Сміт — ударні та перкусія

Технічний пероснал
- Danger Mouse — продюсування
- Найджел Ґодріч —  зведення

Додатковий персонал
- Кевін Пітерсон — артдиректор[6]